# Tilloloy
Tilloloy là một xã ở tỉnh Somme, vùng Hauts-de-France, Pháp.

## Địa lý
Situated in the far về phía đông của the department, some 29 miles về phía đồng nam của Amiens, trên tuyến N17. 

## Dân số
| 1962                                                  | 1968 | 1975 | 1982 | 1990 | 1999 |
| ----------------------------------------------------- | ---- | ---- | ---- | ---- | ---- |
| 340                                                   | 386  | 414  | 378  | 372  | 388  |
| Số liệu dân số từ năm 1962, dân số không tính hai lần |      |      |      |      |      |

## Địa điểm đáng chú ý
- Nhà thờ, là chủ đề một bức tranh của nghệ sĩ Maurice Denis.
- Lâu đài thế kỷ 17.